# Chamois

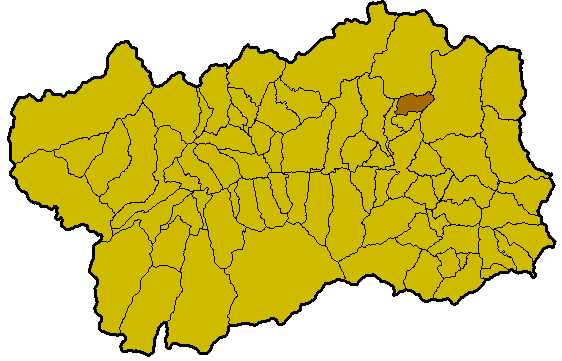
Ubicación del municipio de Chamois en el Valle de Aosta.

Chamois  es una localidad italiana de Valle de Aosta, con 92 habitantes.

## Evolución demográfica
| Gráfica de evolución demográfica de Chamois entre 1861 y 2001 |
|                                                               |
| Fuente ISTAT - elaboración gráfica de Wikipedia               |